# Auguste Vianesi
Auguste Vianesi, né le 2 novembre 1837 à Legnano et mort le 4 novembre 1908 à New York, est un chef d’orchestre de naissance italienne naturalisé français en 1887.
Il a dirigé les plus grands chanteurs d’opéra français et italien du monde de son époque, tels Pauline Viardot, Christine Nilsson, Marcella Sembrich, Édouard de Reszke, Jean de Reszke ou Feodor Chaliapin sur les scènes de Londres, Paris, Melbourne, Saint-Pétersburg, Boston ou New York. Après avoir été, pendant de nombreuses années, le chef de diverses compagnies d’opéra italiennes, il est devenu premier chef d’orchestre à l’Opéra de Paris, en 1887, en remplacement d’Ernest Altès.

## Biographie
Fils d’un musicien, Vianesi a appris la musique sur les conseils de Giovanni Pacini et de Theodor Döhler (en), avant de devenir chef de chœur en Italie.
En 1857, il s’est rendu, muni d’une lettre d’introduction à Rossini de Giuditta Pasta, à Paris, où il a complété son éducation musicale.
En 1859, il a été appelé à Londres pour diriger l’orchestre de Drury Lane. Ensuite, il est allé à New York, où il a dirigé la toute première saison du Met, avant d’être engagé au Théâtre Impérial de Moscou. Après un court séjour à Saint-Pétersbourg, il a dirigé l’opéra italien à Covent Garden, pendant douze ans.
Outre cela, il a dirigé des orchestres dans de nombreuses autres villes, telles que Vienne, Trieste, Barcelone, Madrid, Manchester, Liverpool, Glasgow, Dublin, Chicago, Philadelphie, etc.
Il possédait le talent de pouvoir diriger ces compagnies d’opéra italiennes qui se réunissaient pendant un mois ou six semaines, et où, par conséquent, les chanteurs n’avaient eu, ni le temps de répéter ni de se familiariser avec les méthodes des uns et des autres.
Le 1er juillet 1887, il a été naturalisé français, juste à temps pour pouvoir prendre la direction de l’Opéra pour remplacer Ernest Altès comme chef d’orchestre, poste qu’il a rempli avec beaucoup d’exubérance de gestes, mais avec à peine plus d’autorité que son prédécesseur, brutalement démis de ses fonctions par les directeurs de l’Opéra. Ce dernier, accusé par les musiciens de « remuer ses confitures » lorsqu’il dirigeait, étant d’ailleurs allé voir comment s’en tirait son successeur dit, en sortant, à un groupe d’amis : « C’est pas des confitures, c’est de la mélasse. »